# Elecciones provinciales de Corrientes de 1991
Las elecciones generales de la provincia de Corrientes de 1991 se realizaron el 27 de octubre del mencionado año con el objetivo de elegir al gobernador, al vicegobernador, a 13 de los 26 diputados y a 4 de los 13 senadores que conformarían la Legislatura Provincial. Fueron las últimas elecciones de gobernador correntino que se realizarían al mismo tiempo que las de las demás provincias.
Estos comicios fueron sumamente controvertidos por su inconcluyente resultado y la intervención del gobierno nacional, lo que llevó a un largo debate tanto dentro de Corrientes como en el resto de Argentina sobre la validez y utilidad de la elección indirecta. El Pacto Autonomista - Liberal, gobernante desde 1983, presentó la candidatura del autonomista Raúl Rolando Romero Feris, para suceder al liberal Ricardo Guillermo Leconte, siguiendo la política de alternancia de la coalición. El Partido Justicialista (PJ), que veía incrementada su popularidad después de sus malos resultados en las anteriores elecciones, presentó a Alberto Di Filippo para la gobernación. La Unión Cívica Radical (UCR), muy deslegitimada a nivel nacional, presentó a Noel Bread y configuró una coalición con el Partido Federal (PF) y el Partido Demócrata Cristiano (PDC), la Alianza para el Cambio.
Tras realizarse las elecciones, Romero Feris obtuvo una amplia victoria por voto popular con el 43.86% de los sufragios contra el 33.97% de Di Filippo y el 17.84% de Breard. Sin embargo, el Colegio Electoral salido de los comicios no tuvo una mayoría por un solo elector (el Pacto obtuvo exactamente la mitad) y ante la imposibilidad de investir a un gobernador, Leconte finalizó su mandato sin sucesor el 10 de diciembre, debiendo entregar el cargo al Presidente provisional del Senado. Ante esta situación, el gobierno nacional intervino la provincia el 7 de febrero de 1992.
En el plano legislativo, el Pacto conservó la mayoría absoluta en el Senado Provincial al recibir 3 de los 4 senadores en disputa (lo que se tradujo en 8 de las 13 bancas), contra 1 del PJ, que obtuvo entonces 4 bancas, y la UCR, que no logró conseguir ninguna, mantuvo un solo senador. El Pacto consiguió también 6 de los 13 diputados en disputa, por lo que tuvo la mitad exacta de la Cámara (13 de 26), bajo su control. El Poder Legislativo provincial no fue intervenido y se mantuvo en su cargo.

## Resultados

### Gobernador y Vicegobernador
|  | 43.86 % |

|  | 33.97 % |

|  | 17.84 % |

|  | 3.43 % |

|  | 0.41 % |

|  | 0.23 % |

|  | 0.15 % |

|  | 0.11 % |

|  | 98.57 % |

|  | 1.00 % |

|  | 0.43 % |

|  | 100.00 % |

|  | 78.74 % |

### Cámara de Diputados
|  | 43.74 % |

|  | 33.03 % |

|  | 14.77 % |

|  | 3.71 % |

|  | 3.59 % |

|  | 0.42 % |

|  | 0.25 % |

|  | 0.20 % |

|  | 0.17 % |

|  | 0.13 % |

|  | 97.96 % |

|  | 1.60 % |

|  | 0.44 % |

|  | 100.00 % |

|  | 78.74 % |

### Cámara de Senadores
|  | 44.08 % |

|  | 33.22 % |

|  | 18.37 % |

|  | 3.22 % |

|  | 0.39 % |

|  | 0.24 % |

|  | 0.20 % |

|  | 0.17 % |

|  | 0.12 % |

|  | 97.98 % |

|  | 1.59 % |

|  | 0.43 % |

|  | 100.00 % |

|  | 78.74 % |

## Consecuencias e intervención federal
A pesar del triunfo por voto popular de Romero Feris, el Colegio Electoral fue absolutamente inconcluyente, debido a que el Pacto obtuvo la mitad exacta de los electores (13), contra 9 del justicialismo y 4 del radicalismo. Ninguna de las dos fuerzas aceptó investir a Romero Feris, pero tampoco podían negarle al Pacto la gobernación, pues al menos uno de sus votos era necesario para declarar electa a alguna fórmula. Además, la UCR y el PJ se enfrentaron mutuamente y rechazaron la idea de proclamar a alguno de sus candidatos para arrebatarle el gobierno al Pacto. En el período posterior a los comicios se intentaron varias negociaciones en un intento de garantizar la elección de Romero Feris que fracasaron estrepitosamente, y finalmente, la UCR y el PJ boicotearon las sesiones del Colegio Electoral. Finalmente, en un intento desesperado y con la ausencia del PJ y la UCR, el PAL trató de proclamar electo a Romero Feris con solo 13 electores, medida que fue impugnada por la oposición y finalmente rechazada por la Corte Suprema de Justicia de la Nación.
Sin un sucesor designado, Leconte finalizó su mandato el 10 de diciembre de 1991 y entregó el cargo a Hugo Mancini, presidente provisional electo del Senado Provincial y sucesor constitucional en ausencia de un gobernador y vicegobernador. Si bien se suponía que Mancini convocaría prontamente a nuevas elecciones generales para completar el período, el 4 de febrero de 1992 el Presidente de la Nación Argentina, Carlos Menem, determinó la Intervención Federal del Poder Ejecutivo de Corrientes con el decreto Nº 241/92 donde se mencionó que Mancini carecía de la competencia de llamar a elecciones, por lo que se necesitaba remediar la situación "con la contribución y el auxilio del Gobierno de la Nación". No se suprimió, sin embargo, a la Legislatura Provincial electa, y el 7 de febrero, Francisco de Durañona y Vedia, de la Unión del Centro Democrático (UCeDé), asumió el cargo de interventor federal en medio de acusaciones de ilegitimidad de parte del Pacto Autonomista - Liberal. Desde entonces hasta la actualidad, no se han vuelto a realizar elecciones en conjunto con el calendario gubernatorial nacional.